# ウミガメと少年
『ウミガメと少年』（うみがめとしょうねん）は、野坂昭如の小説、及びそれを原作としたテレビアニメ。戦争童話集の一作であり、「戦争童話集シリーズ」第1弾作品でもある。

## 放送局
2002年8月15日にテレビ朝日系にて放映。

## スタッフ
- 原作 - 野坂昭如
- 画 - 黒田征太郎
- 企画 - 木村純一（テレビ朝日）、加藤良雄
- 監督 - やすみ哲夫
- 脚本 - 藤本信行
- 演出 - 牛草健
- キャラクターデザイン - 関修一
- 作画監督 - 丸山宏一
- 美術監督 - 西田稔
- 色彩設計 - 今泉ひろみ
- 撮影監督 - 佐々木和広
- 音響監督 - 大熊昭
- 音楽 - 桜庭統
- 効果 - 武藤晶子（サウンドボックス）
- イメージアニメーション - 堀口忠彦
- 題字 - 長友啓典
- 編集 - 岡安肇
- プロデューサー - 岩本太郎（テレビ朝日）、増子相二郎・小倉久美
- 制作 - テレビ朝日、シンエイ動画

## キャスト
- テツオ - 常盤祐貴
- ノリオ - 生田目研人
- 花子 - 三村ゆうな
- 先生 - 土師孝也
- 健太 - 村上想太
- ハルオ - 石原巧也
- 美子 - 尾崎千瑛
- テツオの祖母 - 久松夕子
- テツオの叔母 - 水原リン
- 大人の声 - 江川央生
- 男 - 大西健晴、柳沢栄治
- ナレーション - さとうあい